# Pende

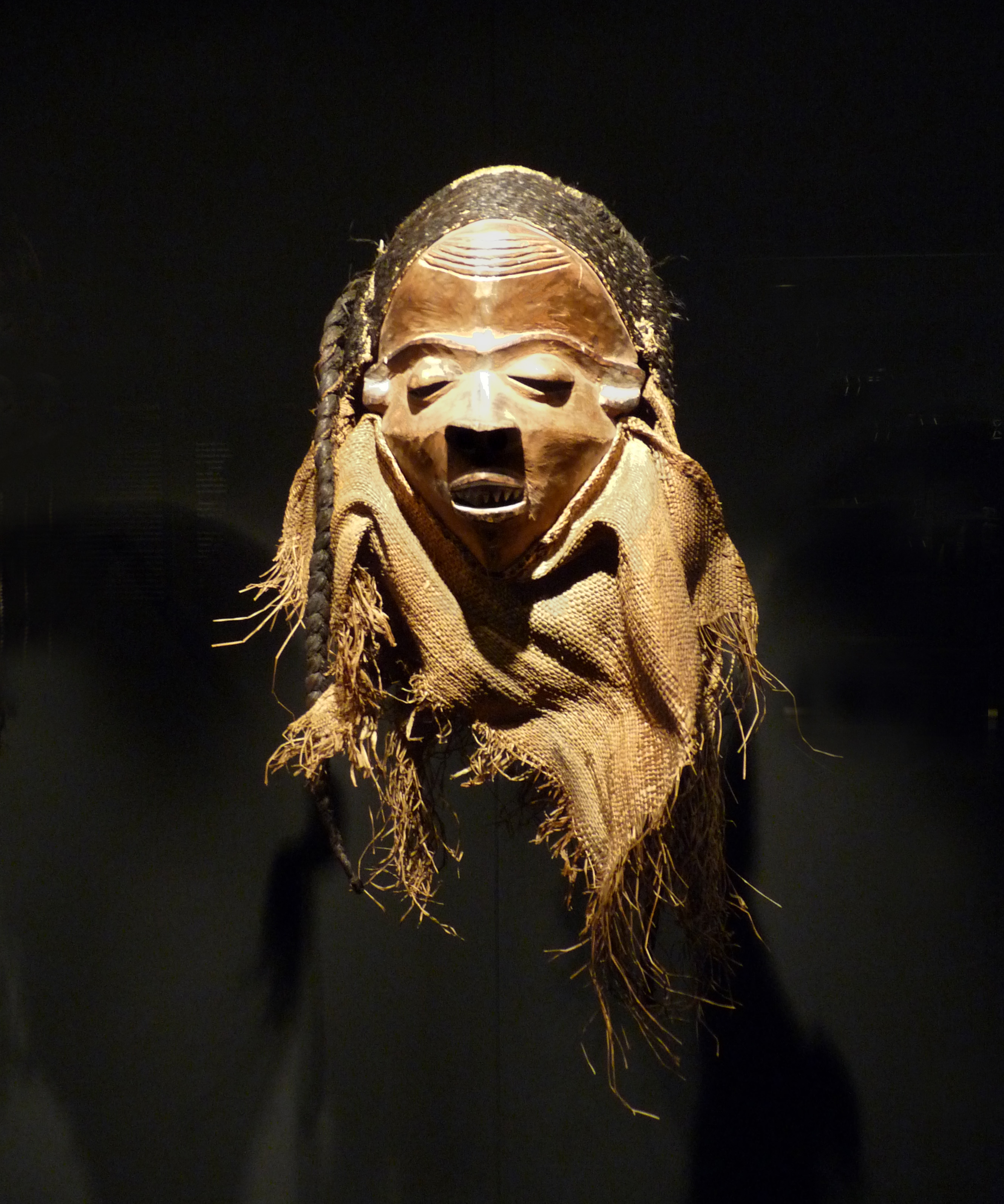
Una màscara Pende al Museu Etnològic de Berlín

Els pende (també anomenats bapende, masangi o pindi, entre altres etnònims) són un poble bantu que habita majoritàriament a la República Democràtica del Congo que parlen la llengua homònima. Es calcula que hi ha uns 250.000 pende en l'actualitat. Els avantpassats dels pende provenen d'Angola, d'on van emigrar per l'expansió dels lunda al segle xvii. Les tribus originals eren matrilinials, amb un fort sentit comunitari i igualitari. A la zona del Congo es van dividir en dos grups: un occidental i un oriental a les ribes del riu Kasai. Els chokwe van reduir dràsticament la població al segle xix però la seva expansió va ser frenada per l'imperialisme.
Els pende són coneguts per la seva música, basada en xilòfons, i els balls amb màscares rituals fetes de ràfia. Aquestes màscares són de diversos tipus: pumbu (les que intenten mostrar el poder del cap amb rostres que inspiren terror), kiwoyo (s'usa com a tocat per als caps que simbolitza un avantpassat) i kipoko (portada en els ritus de pas). Els pende també destaquen en la talla d'ivori. La religió barreja elements cristians amb animistes, on la dona més vella de cada clan és la responsable de transmetre l'herència i el culte als ancestres o mvumbi a les noves generacions de la família extensa.